# Cylith
Ein Cylith ist eine mikroskopisch kleine Farbkapsel. Eine Vielzahl dieser Cyliths (in den vier Grundfarben Cyan, Magenta, Yellow und Schwarz) befindet sich beim Cycolor-Verfahren auf einem folienartigen Trägermaterial in Rollenform. Nur die später druckenden Cyliths können nach einem Belichtungsvorgang Farbe auf einen Bedruckstoff abgeben. Die Übertragung erfolgt zwischen Walzen durch Druck.
Das Cycolor-Verfahren wurde in Vollfarbkopiergeräten (analoges Verfahren) verwendet und ist auch vereinzelt in EDV-Druckern anzutreffen. Der Nachteil ist, dass auch für kleinste Flächen (z. B. ein briefmarkengroßes Bild auf einem A4-Blatt) immer die volle A4-Fläche der Cycolor-Folie verbraucht wird.